# 渋谷礼
渋谷 礼（澁谷 禮、しぶや れい、1847年1月20日（弘化3年12月4日）- 1912年（大正元年）12月6日）は、幕末の武士（人吉藩士）、明治期の政治家。衆議院議員、熊本県球磨郡一武村長。幼名・練助。

## 経歴
肥後国球磨郡人吉麓町（熊本県球磨郡人吉麓町、人吉町字麓を経て現人吉市麓）で、人吉藩家老・渋谷巴山の息子として生れた。藩校時習館で学び、田代自養に師事し朱子学を修めた。槍術も習った。1862年3月7日（文久2年2月7日）人吉で大火（寅助火事）が発生し、その後、犬童権左衛門とともに薩摩藩に復興資金5千両借財の依頼に赴き目的を果たした。また、薩摩藩士・中原尚介に西洋兵法、英国式砲術を学び、藩兵分隊長、小隊長を務めた。
廃藩置県後、1872年（明治5年）球磨郡一武村（現錦町）に移り帰農した。1876年（明治9年）第十四大区議員、熊本県会議員に選出された。1893年（明治26年）一武村長に就任。その他、一武村会議員、球磨郡連合町村会議員、球磨郡会議員、同参事会員なども務めた。
1887年（明治20年）から肥薩線鉄道開通の運動を担った。1894年（明治27年）3月、第3回衆議院議員総選挙（熊本県第5区、立憲革新党）で当選し、衆議院議員に1期在任し、肥薩線運動委員となり活動した。その後も運動に従事し鉄道の開通に貢献した。
その他、農業諮問委員、肥後山林会議員、球磨郡産牛馬組合創立委員長、同組合長、肥後山林協会議員、肥後農工銀行設立委員、同監査役にも在任し、地域の産業振興に尽力した。